# Гагенов
Гагенов (нім. Hagenow, [ˈhaːɡəno] - Ґагено) — місто в Німеччині, розташоване в землі Мекленбург-Передня Померанія. Входить до складу району Людвігслюст-Пархім.
Площа — 67,44 км2. Населення становить 12 245 ос. (станом на 31 грудня 2020).